# Kafr Buhum
Kafr Buhum (arab. كفر بهم) – miasto w Syrii, w muhafazie Hama. W 2004 roku liczyło 12 194 mieszkańców.